# Joan Miquel Oliver
Joan Miquel Oliver i Ripoll, född 1974 i Sóller på Mallorca, är en mallorkinsk (spansk) kompositör, författare, sångare och gitarrist. Han är sedan grundandet 1998 huvudkompositör för Antònia Font. Sedan 2005 har han parallellt haft en solokarriär med en hög grad av musikaliskt och textmässigt experimenterande, och han ses som en betydelsefull kraft inom den moderna experimentella musiken. Vid sidan av teaterpjäsen Un quilo d'invisible har hans övriga litterära produktion även bestått av diktsamlingar och ett antal essäliknande böcker.

## Biografi

### Bakgrund och Antònia Font
Oliver föddes och växte upp på Mallorca. Han flyttade som sexåring med familjen från lilla Sóller, in till den mycket större staden Palma. Hans musikaliska karriär startade under sent 1990-tal, som medlem av grupperna Fora des Sembrat och La Fosca. Då hade han redan börjat etablera sig som en multiinstrumentalist och intresserad av musikskapande med en experimenterande attityd.
1998 grundades musikgruppen Antònia Font, efter ett samtal mellan Oliver och den mallorkinska musikerkollegan Pere Debon. Oliver blev gitarrist, kompositör och huvudansvarig för de experimentella eller poetiskt anlagda låttexterna, medan trummisen Pere Debon introducerade sin bror Pau som sångare i bandet. Sättningen kompletterades med Jaume Manresa på keyboards och Joan Roca på bas. Antònia Font blev snart uppmärksammad för sin personliga pop även på fastlandet, och vid mitten av 00-talet var de under några års tid den mest populära gruppen inom rock català, den katalanskspråkiga musikscenen i de östra delarna av Spanien. Under denna tid började Oliver även författa låttexterna på utpräglad baleariska, något som blivit ett av Antònia Fonts kännetecken.

### Solokarriär och samarbeten
Parallellt hade Oliver börjat skapa musik för egen produktion. Detta tog sig ofta formen av konstexperiment med musikaliska och lyriska inslag. Denna personliga "sidokarriär" inleddes 2002 med albumet Odissea trenta mil, utgivet under artistnamnet Drogueria Experança och med Toni Artigues som medskapare av projektet. Produktionen hade skett redan tre år tidigare, men nu sammanföll skivreleasen med utgivningen av Olivers diktsamling med samma namn.
2005 kom Oliver med sin första rena soloproduktion, albumet Surfistes en càmera lenta ('Surfare i slow-motion'). Under de kommande åren skulle han kombinera soloplattor med produktioner ihop med Antònia Font – inklusive under de perioder där gruppen var inaktiv (2009–2010 och under andra halvan av 2010-talet). 2007 producerade han filmmusiken till Josep Antoni Salgots långfilm My Way, och året efter kom musiken ut i albumform.
| Albert Pla och Quimi Portet, två musiker som Oliver samarbetat med ett flertal gånger. |  | Albert Pla och Quimi Portet, två musiker som Oliver samarbetat med ett flertal gånger. |
| Albert Pla och Quimi Portet, två musiker som Oliver samarbetat med ett flertal gånger. |  |                                                                                        |

Under delar av 00-talet samarbetade Oliver med den provokativa singer-songwritern och multikonstnären Albert Pla. 2011 utkom duons Concert a Paris, ett låtsat livealbum som föreställdes inspelad på Olympia i Paris (på albumomslaget dock presenterat som Olimpia). Albumet presenterades som del av deras "World Tour" och kompletterades med påhittade pressklipp från ett "översvallande" franskt massmedialt mottagande. Bland medskaparna för produktionen listades bland annat Jean Paul Marat, François Bourgeon, Jean Giraud och Jacques Tardi. I själva verket var albumet inspelat fem år tidigare, långt från Paris, och inspiration kom även från Olivers konsertinspelning Live in Paris (inte heller det verkligen inspelat i Paris) från året innan.

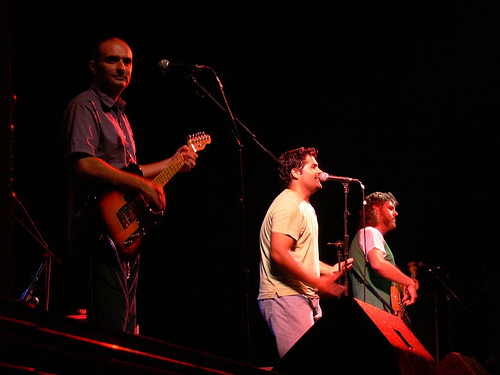
På scen med Antònia Font 2006 (Oliver längst till vänster).

När Antònia Font lade ner verksamheten hösten 2013, inledde Oliver skapandet av en trilogi av album kopplad till mytologi. 2015 kom Pegasus, 2017 Atlantis och året efter Electra, med titlarna hämtade från Pegasos, Atlantis och Elektra. 2020 återkom han med Aventures de la nota La ('A-notens äventyr'). Olivers musikskapande är bland annat här insprerat av psykedelisk musik och technopop.
2021 ägnades till stor del åt förberedelser inför Antònia Fonts återkomst i rampljuset året därpå. Han bidrog med alla tio låtarna på Un minut estroboscòpica, gruppens första album på ett decennium, och därefter följde en konsertturné. Hösten 2022 kom dock även Live in My House, ett blandning av livealbum och "Greatest hits" från sin karriär. Efter en egen mindre turné under våren följde studioalbumet Electronic Devices frampå höstkanten. Det albumet lanserades bland annat via låten "Siento Feelings", ett trespråkigt samarbete med Stefania Lusini (en italiensk illustratör och formgivare bosatt i Barcelona).

### Övriga aktiviteter
Vid sidan av sitt musikskapande har Joan Miquel Oliver även verkat som musikproducent, inklusive av Jaume Sisas solalbum Ni cap ni peus från 2008. Han har medverkat på instrumentalisten Quimi Portets skivor och konserter och bidragit till dennes ofta drömlika musikaliska värld.
2013 sattes Olivers multimediala drama Un quilo d'invisible upp på teaterscenen. Genom årens lopp har han även kommit med ett antal böcker i olika format, inbegripet som diktsamling eller personliga och experimentellt hållna essäsamlingar. 2008 kom El misteri de l'amor, 2014 Setembre, octubre i novembre och fyra år senare Alexandra Schneider und ihr Casiotone.

## Verk

### Diskografi
— med Fora des Sembrat
— med Antònia Font
- 1999: Antònia Font
- 2001: A Rússia
- 2002: Alegria
- 2004: Taxi
- 2006: Batiscafo Katiuscas
- 2007: Coser i cantar
- 2011: Lamparetes
- 2012: Vostè és aquí
- 2022: Un minut estroboscòpica

— med Drogueria Esperança
- 2002 – Odissea 30 000

— som Joan Miquel Oliver
- 2005 – Surfistes en càmera lenta
- 2005 – Live in Paris
- 2007 – "Sa núvia morta - Hansel i Gretel" (singel)
- 2008 – My Way (musiken till filmen av Josep Antoni Salgot från 2007)
- 2009 – Bombón Mallorquín
- 2011 – Concert a París (inspelat 2006; med Albert Pla)
- 2013 – Un quilo d'invisible (EP, musik till e-bok)
- 2015 – Pegasus
- 2017 – Atlantis
- 2018 – Elektra
- 2020 – Aventures de la nota La
- 2022 – Live in My House
- 2023 – Electronic Devices